# Carsten Lund
Carsten Bredsgaard Lund (født 5. december 1946 i København, død 16. november 2017) var en dansk håndboldspiller, der var med på det danske landshold, der i 1967 vandt VM-sølv. Lund spillede på et af den tids dominerende klubhold, HG fra København.
Lund nåede i alt 88 landskampe og scorede 171 mål og er dermed - sammen med Gert Andersen - den spiller fra HG, der har opnået flest landskampe. Han debuterede i 1965 i en kamp mod Sverige. Til VM-slutrunden i 1967 i Sverige, hvor det danske håndboldlandshold vandt sine første medaljer nogensinde, var Carsten Lund højre back, og det var det sidste af hans seks mål, der blev afgørende i sejren på 14-13 over Jugoslavien i kvartfinalen. I alt scorede han 14 mål i de fem kampe, Danmark spillede i slutrunden. Carsten Lund spillede sin sidste landskamp i 1975.